# Запань

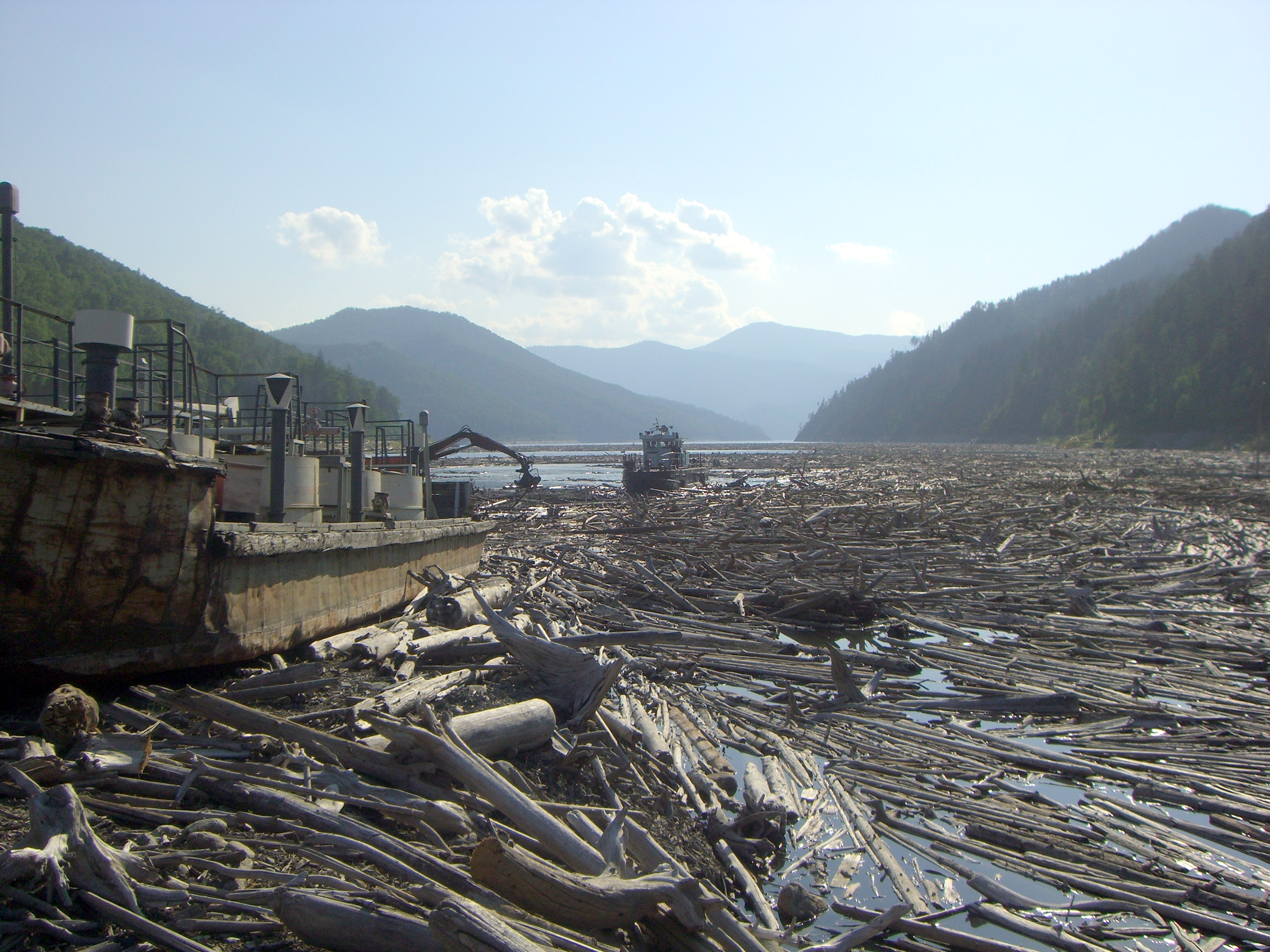
Всплывший лес в запани Саяно-Шушенского водохранилища

За́пань (За́понь) — инженерное заградительное сооружение в естественной или искусственной акватории, представляющее собой огражденную плавучими конструкциями (сооружаемыми обычно из брёвен или деревянных ферм, связанных шарнирами) водную поверхность и используемое для временного или окончательного задержания, придания нужного направления движения, хранения, сортировки твёрдых плавучих объектов (леса, льда, мусора и др.) в определённом месте водотока (обычно это сплавные реки и каналы) или водоёма (озера, водохранилища и т. п.). Запанью также часто называют сами оградительные устройства.

## В лесосплаве
В лесосплаве запани представляют собой наиболее ответственные гидротехническиe сооружения, так как являются основным средством задержки и хранения леса, сплавляемого молем или в сплоточных единицах.

### Классификация
По виду назначения запани подразделяет на:
- коренные — устанавливаются в конечных точках первоначального лесосплава для задержания и хранения леса, предназначенного для сплотки в пучки и формирования плотов или выгрузки на берег;
- промежуточные — сооружаются на путях лесосплава для задержания и временного хранения сплавляемого леса с последующей переправкой в коренные запани;
- вспомогательные — монтируются, как правило, перед сортировочными устройствами с целью создания более разреженного пыжа.

По степени перекрытия водотока или акватории:
- поперечные — перекрывают всю ширину водотока или акватории;
- продольные — устанавливаются у одного из берегов и перекрывают только часть водотока или акватории по ширине, таким образом обеспечивая возможность прохода судов и плотового лесосплава;

По конструктивным особенностям:
- лежневые — устанавливаются, если скорость течения составляет менее 1,25 м/с;
- лежнево-сетчатые — применяются, если скорость течения более 1,25 м/с.

По сроку службы:
- постоянные — со сроком службы более 2 лет;
- временные — со сроком службы до 2 лет.

По способу установки и направления потока:
- нормальные — устанавливаются перпендикулярно потоку;
- наклонные — устанавливаются под углом к повороту;
- шатровые — монтируются с русловой опорой и разделением потока;
- многопролетные — применяются при больших расчетных давлениях пыжа в створе расположения запани.[3]